# Шармиани
Шармиани (груз. შარმიანი) — село в Грузии, на территории Душетского муниципалитета края (мхаре) Мцхета-Мтианети.

## География
Село находится в северо-восточной части Грузии, на правом берегу реки Хадисцкали (левый приток Белая Арагви), на расстоянии приблизительно 42 километров (по прямой) к северо-западу от города Душети, административного центра муниципалитета. Абсолютная высота — 1685 метров над уровнем моря.

## Население
По результатам официальной переписи населения 2014 года постоянное население в Шармиани отсутствовало.
| Год  | Население, человек |
| ---- | ------------------ |
| 2002 | 3                  |
| 2014 | ↘ 0                |